# Фасова (Бучанський район)
Фа́сова — село Макарівської селищної громади Бучанського району Київської області. Розташоване за 9 км від центру громади, відстань до обласного центру — 55 км. Найближча залізнична станція — Бородянка, 28 км.
Площа населеного пункту — 778 га, кількість дворів — 428. Чисельність населення — 672 особи.

## Історія

Братська могила 27 рад. воїнів, які загинули від ран в польовому госпіталі і пам'ятник на честь 154 воїнів-односельців, що не повернулися з фронтів війни, с. Фасова, цвинтар

1604 року Миколай Макарович напав на Карашин. Він спалив будинок власників, пограбував маєтність і село. Все через те, що на його погляд землі між річками Здвиженем і Квасовою, тобто між Карашином, Воронином і Мотижином були неправильно розмежовані. 5 жовтня 1619 року пан Миколай Макарович позивався до пана Єжи Харлінського через покіс сіножаті на границі мотижинській і урочищу Квасовці. Того ж дня на місці побував возний, який бачив сіна на 500 возів. Мотижинський війт розповів возному, що пан Харлінський до Бишева в стайні сіно забрав і землю Макаровича привласнити хоче. 25 червня 1643 року пан Харлінський позивався до пана Цетнера, що той напав на його «слободу новоосаджену», названу Фасова (Квашова).
Під час гайдамацького повстання 1734 року в селі відбулися виступи кріпаків проти місцевого поміщика. У 1748 р. у Фасовій була побудована дерев'яна церква в ім'я св. Миколая V класу.
У липні 1768 року в селі побували козаки Івана Бондаренка.
У складі Російської імперії село Фасова (Квасова) адміністративно входило до Макарівської волості Київського повіту Київської губернії.
У 1815 р. Людвіг Шимановський, одружений з однією із Харлінських, увіковічив своє ім'я, назвавши південну частину Фасової Людвинівкою. У 1820 р. Шимановський продав Фасову за 80 000 асигнацій Михайлу Боярському, перетворив російські асигнації у золото і виїхав до Франції, де й помер. У 1842 р. після смерті Боярського село було поділено між п'ятьма його синами: Михайлом, Антоном, Іваном, Тібутієм, Медартом. Фасовою володіли його сини, а також нащадки Бутковські.
У 1862 р. відкрито церковноприходську школу.
У 1880 р. М. К. фон Мекк відкрив сірникову фабрику. Її орендував Нісся Гераєв Цев.
У 1914 р. у Фасовій діяли лісопильний завод, фанерна фабрика.
8 вересня 1917 р. селяни, дізнавшись про революцію, розгромили економію поміщика. У 1920 р. створено комнезам.
У 1928 р. партійні активісти та незаможники ініціювали створення ТОЗ «Червоний незаможник». А в 1930 р. на базі ТОЗ створено колгосп ім. Тараса Шевченка, який у 1963 р. перейменовано у колгосп ім. Горького, а в 1995 р. — в КСП «Фасівське».
1932—1933 рр. — у Фасовій та Людвинівці під час голодомору померло близько 100 людей. Колгосп ім. Тараса Шевченка села Фасова у листопаді-грудні 1932 року був занесений на «Чорну дошку».
У 1937 р. під час сталінських репресій заарештовано 10 осіб.
У період окупації в селі діяла підпільна група на чолі з Л. У. Нагорним (Нагорненком). 400 жителів Фасової боролися з ворогом і в складі Макарівського партизанського загону. 121 воїн — мешканець Фасової не повернувся з фронтів війни. За мужність і відвагу на фронтах Другої Світової війни, 203 жителів Фасової нагороджено орденами й медалями Союзу РСР.
В «Історії міст і сіл Української РСР» про Фасову початку 1970-х було подано таку інформацію:

| Фасова - село, центр сільської Ради, розташоване за 4 км від районного центру та за 28 км від залізничної станції Бородянка. Населення - 1188 чоловік. Сільраді підпорядковане с. Людвинівка. У селі - центральна садиба колгоспу ім. Горького, за яким закріплено 2700 га землі, в т. ч. 2200 га орної. Основний напрям господарства - тваринництво, птахівництво. Вирощують зернові, картоплю, льон. Допоміжні галузі: садівництво, городництво. Бригадира колгоспу ім. 40-річчя Жовтня с. Людвинівки В. П. Негрішного нагороджено орденом Леніна. У Фасовій є восьмирічна школа, клуб, бібліотека[2]. |
У 1985 р. відкрито нову школу (нині — ЗОШ І-ІІ ступенів).
У 1986 р. в селі збудовано 21 будинок для переселенців з Чорнобильської зони та ФАП.
У 1997 р. у будівлі закритого дитячого садка відкрито Святомиколаївську православну церкву Московського патріархату.
У 2000 р. КСП розділено на агрофірму «Славутич» та ПСП «Фоса». До 74-ї річниці голодомору у 2007 р. відкрито пам'ятний хрест.
У 2014 р. була побудована нова церква.
Метричні книги, клірові відомості, сповідні розписи церкви св. Миколая с. Фасова (приписний прис. Людвинівка) Макарівської волості Київського пов. Київської губ. зберігаються в ЦДІАК України.

## Видатні уродженці
- Заєць Олексій Валентинович — український співак, фольклорист, краєзнавець.